# Javdduome
Javdduome är en sjö i Arvidsjaurs kommun i Lappland och ingår i Byskeälvens huvudavrinningsområde. Sjön har en area på 0,0825 kvadratkilometer och ligger 341,1 meter över havet.